# Czerniak oka
Czerniak oka – rzadki nowotwór złośliwy wywodzący się z melanocytów, najczęstsza pozaskórna lokalizacja czerniaka. Czerniak gałki ocznej stanowi tylko 3,7% wszystkich czerniaków, jednak ma znaczny potencjał do wytwarzania przerzutów i jest przyczyną 13% zgonów z powodu czerniaka. Najczęściej dotyczy naczyniówki oka. Głównymi objawami w tej lokalizacji są zaburzenia i ubytki pola widzenia, również pojawiają się błyski (fotopsje), podrażnienie i ból oka.

## Epidemiologia
Czerniak w obrębie gałki ocznej jest rzadką chorobą, jednak stanowi 70% nowotworów gałki ocznej u białych dorosłych ludzi. 
Tylko kilka procent czerniaków lokalizuje się poza skórą, ale większość z czerniaków pozaskórnych pojawia się w obrębie oka i stanowią one łącznie 3,7% przypadków czerniaka. 85-95% przypadków czerniaka oka stanowi czerniak błony naczyniowej obejmujący naczyniówkę, ciało rzęskowe i tęczówkę. W 90% przypadków czerniak oka dotyczy naczyniówki, w 3-4% ciała rzęskowego i tęczówki. Czerniak spojówek stanowi około 5% czerniaków okolicy oka.
Zapadalność na czerniaka gałki ocznej w USA wynosi 6 przypadków na 1 000 000. Zapadalność wzrasta z wiekiem ze szczytem w szóstej i siódmej dekadzie życia, jest 8-krotnie częstszy u osób rasy białej w porównaniu z osobami czarnoskórymi.

## Czynniki ryzyka
Głównym czynnikiem ryzyka czerniaka naczyniówki są znamiona barwnikowe i znamię Ota w naczyniówce. Wykazano związek pomiędzy jasnym kolorem tęczówki, jasną karnacją skóry i skłonnością do powstawania opalenizny a ryzykiem czerniaka naczyniówki.
Naturalne promieniowanie UV wydaje się kluczowym czynnikiem ryzyka czerniaka skóry, jednak jego rola w powstawaniu czerniaka oka jest niejednoznaczna. Badania dają sprzeczne wyniki. W badaniu Vajdic i współpracowników ekspozycję na promieniowanie UV określono jako niezależny czynnik ryzyka czerniaka naczyniówki i ciała rzęskowego, ale nie znaleziono dowodów na związek pomiędzy promieniowaniem UV a czerniakiem spojówki i tęczówki. Metaanaliza Shah i współpracowników nie potwierdziła, by ekspozycja na naturalne promieniowanie UV była czynnikiem ryzyka. Z kolei badanie Li i współpracowników wskazuje na rolę promieniowania UV w powstawaniu czerniaka, wykazując, że nowotwór ten nie pojawia się równomiernie w kuli, jaką tworzy naczyniówka w gałce ocznej, a jego rozkład odpowiada najbardziej naświetlonym jej regionom w okolicy plamki żółtej, malejąc wraz z oddalaniem się od niej.
Sztuczne promieniowanie UV wydzielane przez lampy w solariach lub podczas spawania zwiększają ryzyko czerniaka naczyniówki i ciała rzęskowego.

## Objawy

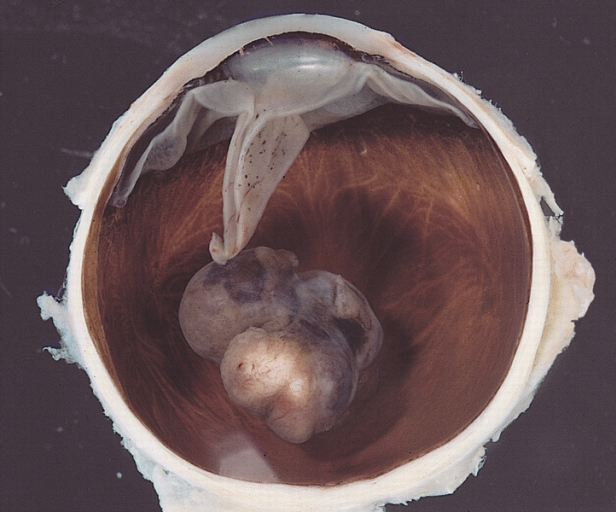
Czerniak naczyniówki przerywający błonę Brucha i wzrastający w przestrzeni podsiatkówkowej

Objawy choroby zależą od lokalizacji guza i jego wielkości. Choroba może być bezobjawowa i zostać wykryta za pomocą badania okulistycznego.
Do objawów czerniaka naczyniówki należy:
- zaburzenie widzenia,
- ubytki pola widzenia,
- fotopsje (błyski w polu widzenia),
- podrażnienie lub ból oka,
- metamorfopsje (krzywienie się obrazu),
- męty.

Czerniak naczyniówki zwykle przyjmuje kopulasty lub grzybiasty kształt pod siatkówką, może wykazywać rozlany typ wzrostu. Kolor zmiany może być od ciemnobrązowego do postaci bezbarwnikowej. Guz może powodować odwarstwienie siatkówki.
Czerniak ciała rzęskowego może być przyczyną zaburzenia refrakcji i akomodacji, zlokalizowanej zaćmy lub zwiększonego ciśnienia wewnątrz gałki ocznej. Częsty jest długi przebieg bezobjawowy. 
Czerniak spojówki jest widoczny jako uniesiona, pogrubiała, zabarwiona zmiana z wybitnie bogatą siecią naczyń i melanozą okolicy zmiany. Stopień zabarwienia czerniaka może być różny, a do 20% przypadków jest to zmiana bezbarwna (różowa, bez pigmentu). Guz najczęściej jest zlokalizowany w spojówce gałkowej.

## Histopatologia
Wyróżnia się sześć typów histopatologicznych czerniaka według Callender:
- czerniak wrzecionowatokomórkowy – wyróżnia się dwa podtypy A i B. Podtyp A składa się z jednolitych wrzecionowatych komórek pozbawionych jąderek. Typ B jest zbudowany z pulchnych wrzecionowatych komórek z wydatnymi jąderkami. Oba podtypy cechuje bardzo dobre rokowanie, 85% chorych w podtypie A i 80% chorych w podtypie B przeżywa 10 lat.
- fascicular melanoma – składa się z komórek wrzecionowatych A i B ułożonych równolegle, rokowanie jest uzależnione od typu komórek budujących nowotwór.
- czerniak nabłonkowatokomórkowy – składa się z owalnych lub okrągłych pleomorficznych komórek z obfitą cytoplazmą i dużym jądrem komórkowym. Rokowanie jest gorsze i 35% chorych przeżywa 10 lat.
- czerniak mieszanokomórkowy – składa się zarówno z komórek wrzecionowatych, jak i z komórek nabłonkowatych. Rokowanie jest pośrednie, 45% chorych przeżywa 10 lat.
- necroting melanoma – cechuje się masywną martwicą komórek nowotworowych, rokowanie jest podobne do typu mieszanokomórkowego.

## Historia naturalna choroby
Czerniak błony naczyniowej
Początkowo wzrost guza jest bezobjawowy. Guzy położone obwodowo dają znacznie później objawy niż te ulokowane centralnie, wcześnie powodujące zaburzenia pola widzenia. Guz przyjmuje kształt grzybiasty lub kopulasty, leży pod siatkówką, pod nabłonkiem barwnikowym. Wzrastający guz powoduje zaburzenie funkcji nabłonka barwnikowego, a w efekcie akumulację barwnika lipofuscyny, powstanie druzów i odwarstwienia nabłonka barwnikowego. Daje to ciemne zabarwienie czerniakowi, mimo że jest to często guz bezbarwny (czerniak amelocytarny). Odwarstwienie nabłonka powoduje zwyrodnienie siatkówki i jej zanik, co generuje objawy takie jak utrata pola widzenia, rozmycie, błyski i metamorfopsje (krzywienie się obrazu). Wzrost guza przyczynia się do pęknięcia błony Brucha i wydostanie się barwnika do przestrzeni podsiatkówkowej. Ucisk guza na sztywną błonę Brucha powoduje ucisk na naczynia żylne i obrzęk śródtkankowy, co powoduje powstanie niemal patognomonicznego objawu kształtu spinki do kołnierza lub grzyba.
Nowotwór po spenetrowaniu błony Brucha wzrasta podsiatkówkowo powodując odwarstwienie siatkówki, guz również może wzrastać do ciała szklistego i spowodować krwotok do ciała szklistego lub wysiew nowotworu wokół gałki ocznej (naciek oczodołu). Guz wywodzący się z naczyniówki może zająć ciało rzęskowe, tęczówkę i zamknąć kąt przesączania. Rzadziej obserwuje się wzrost w kierunku tarczy nerwu wzrokowego.
Czerniak ciała rzęskowego przebiega podobnie jak czerniak naczyniówki. Jest on przyczyną pojawienia się astygmatyzmu, zaćmy i zwichnięcia soczewki. Leżące nad guzem naczynia nadtwardówkowe są poszerzone i kręte. W przypadku rozprzestrzeniania się w przednim kierunku czerniak zajmuje komorę przednią oka. Możliwy jest wzrost dookoła ciała rzęskowego i tęczówki.
Czerniak tęczówki może przybierać postać guzkową, rozlaną i mieszaną. Czerniak guzkowy tęczówki powoduje zaćmę sektorową i keratopatię. Postać rozlana wykazuje tendencje do szerokiego nacieku i zajęcia kąta przesączania z rozwojem wtórnej jaskry. Szerzenie się ku tyłowi powoduje zajęcie ciała rzęskowego, a rzadziej naczyniówki.
Niezależnie od punktu wyjścia nieleczony czerniak w gałce ocznej powoduje ślepotę, bolesność i oszpecenie oka. Ślepota jest wynikiem odwarstwienia siatkówki, jaskry neowaskularnej i zapalenia błony naczyniowej oka.
Możliwe jest szerzenie się choroby poza gałkę oczną poprzez kanały na tętnice rzęskowe, żyły wirowate i inne naczynia. Pozagałkowy guz może być zamknięty przez torebkę Tenona lub rozproszony. Duży guz pozagałkowy może powodować opadanie powieki. W bardzo zaawansowanym guzie dochodzi do zniszczenia gałki ocznej i rozprzestrzeniania się śródczaszkowego poprzez naciek wzdłuż nerwu wzrokowego.
W czerniaku oka często dochodzi do wytworzenia przerzutów odległych, które rozwijają się u 50% chorych. Przerzuty powstają głównie na drodze krwionośnej, co częściowo wynika z faktu niewielkiego drenażu limfatycznego oka. Przerzuty pojawiają się przede wszystkim w wątrobie, rzadziej w płucach, skórze i kościach. Zajęcie regionalnych węzłów chłonnych jest rzadkie.

## Rozpoznanie
Rozpoznanie kliniczne jest stawiane na podstawie badania w lampie szczelinowej oraz ultrasonografii. Ostateczne rozpoznanie jest stawiane po ocenie histopatologicznej wyciętego guza.

### Lampa szczelinowa i trójlustro Goldmana

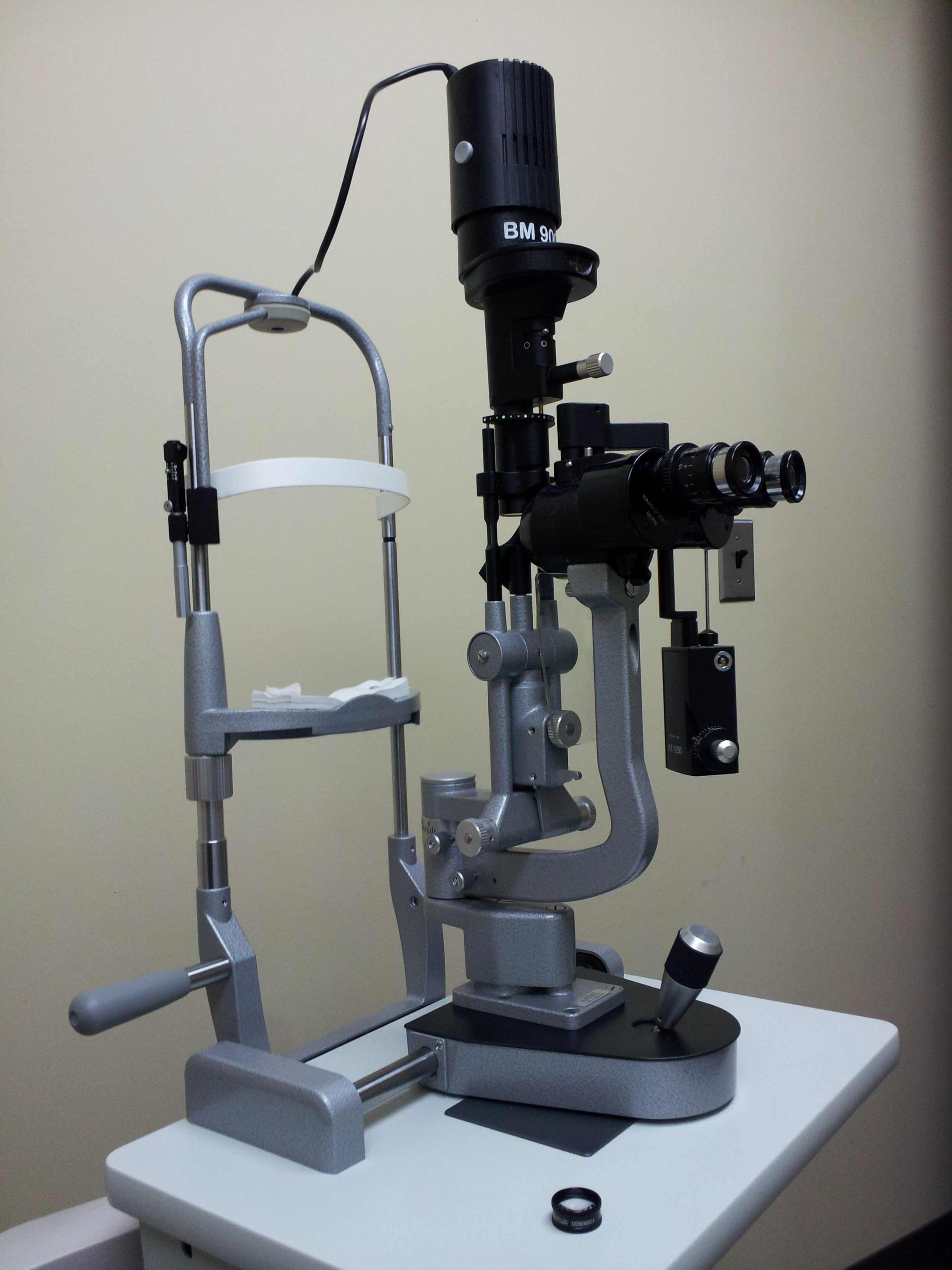
Lampa szczelinowa

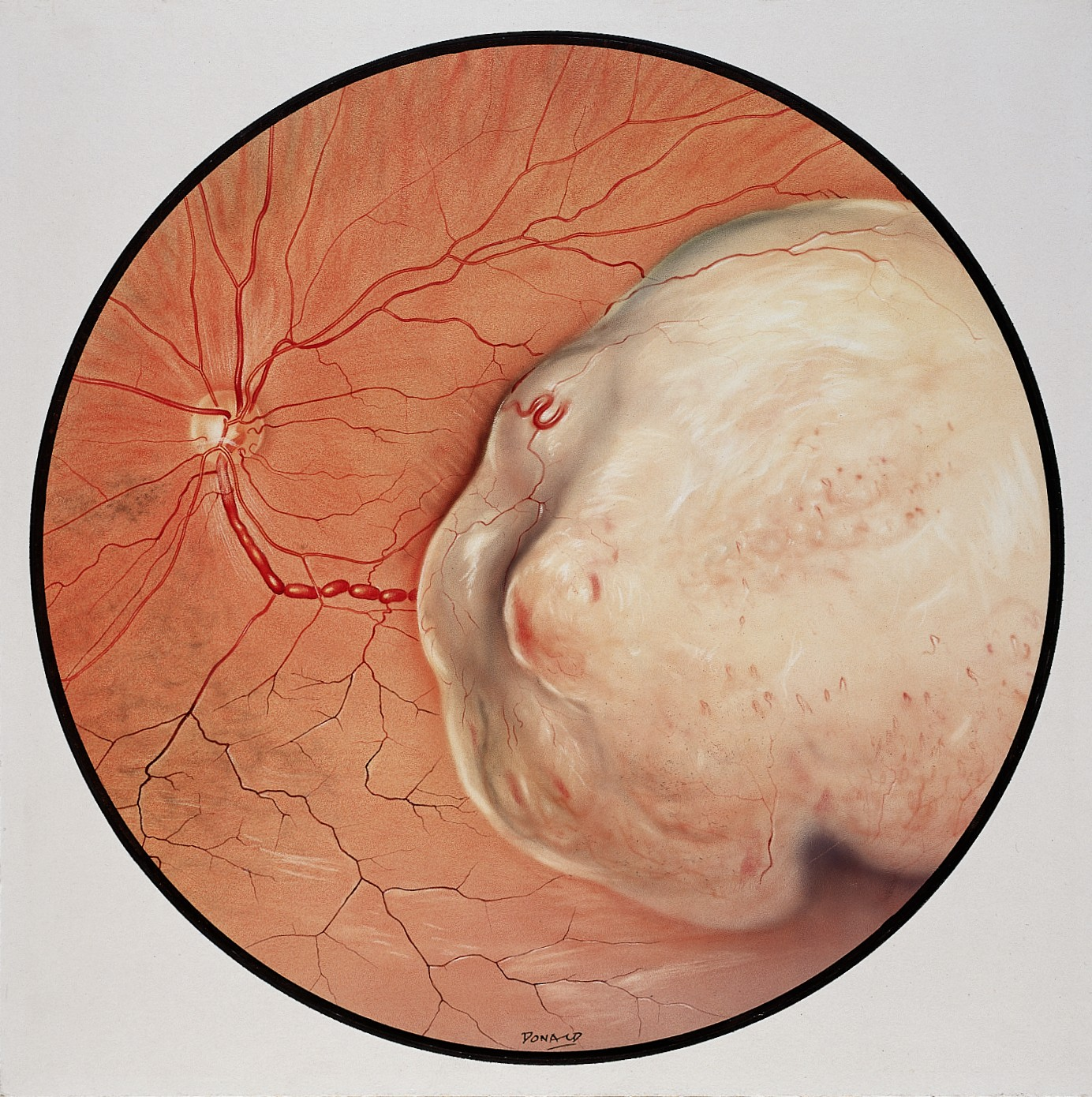
Rycina przedstawiająca obraz dna oka z dużym guzem wywodzącym się z naczyniówki

Czerniak zlokalizowany w gałce ocznej jest możliwy do zobrazowania w lampie szczelinowej po farmakologicznym poszerzeniu źrenicy podczas badania okulistycznego. Badanie naczyniówki i tęczówki jest stosunkowo proste, ale badanie ciała rzęskowego, które jest z tyłu, wymaga trójlustra Goldmana przy pełnym rozszerzeniu źrenicy.
Badanie pozwala uwidocznić obecność guza oraz wysiękowe, napięte i nieruchome odwarstwienie siatkówki. Odwarstwienie siatkówki pojawia się stosunkowo wcześnie i może ukrywać guza. Badanie może wykazać krwawienie do ciała szklistego, zniekształcenie źrenicy i zmętnienie soczewki. Przydatna bywa dokumentacja fotograficzna, która może pomóc wykryć powiększanie się zmiany.

### Badanie histopatologiczne

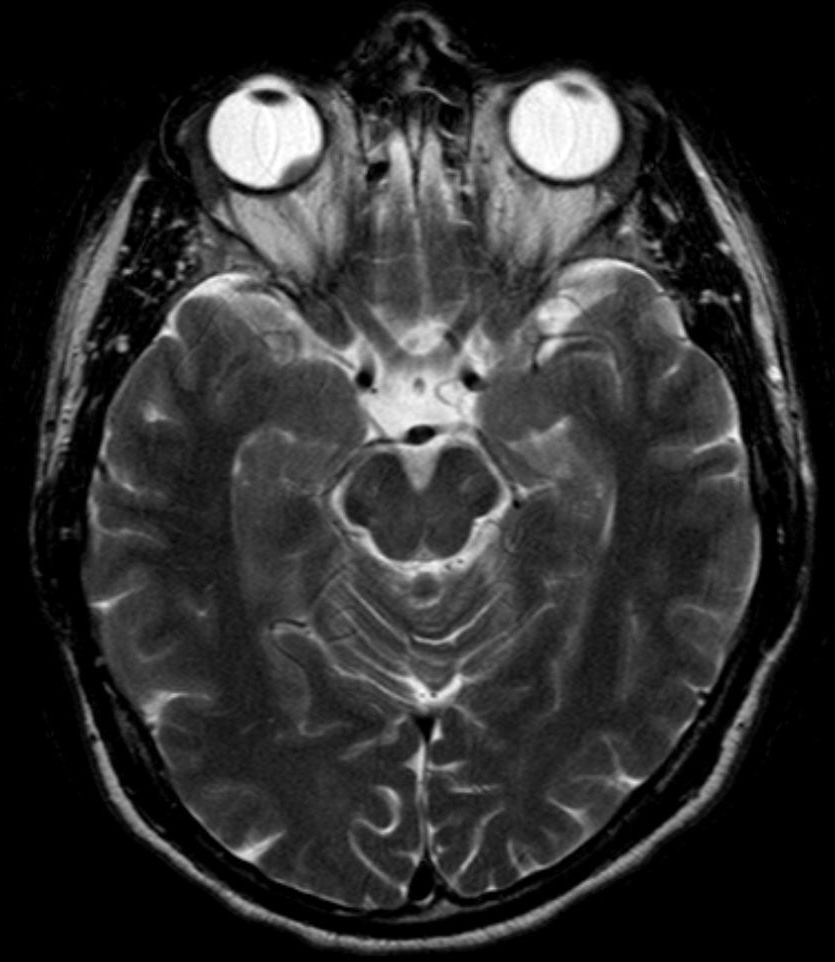
Czerniak prawej gałki ocznej (po lewej stronie), obraz MRI w sekwencji T2

Ostateczne rozpoznanie czerniaka oka jest stawiane wyłącznie na podstawie badania histopatologicznego materiału tkankowego uzyskanego drogą biopsji wycinającej. Próbka jest oceniana pod mikroskopem świetlnym i w razie potrzeby wykonuje się dodatkowe badania. Badanie umożliwia stwierdzenie podtypu histopatologicznego, ocenę marginesów chirurgicznych, nacieku sąsiednich struktur, złośliwość histologiczną oraz inne cechy istotne rokowniczo.

### Ultrasonografia
Połączone zastosowanie ultrasonografii w prezentacji A i B ma ogromne znaczenie w diagnostyce choroby, szczególnie w zmianach nieprzezroczystych. Prezentacja A wykazuje lity guz o niskim lub średnim wskaźniku odbicia wewnętrznego, prezentacja B pomaga odróżnić guz od przerzutu. Zmiany poniżej 2-3 mm mogą nie zostać prawidłowo ocenione. 

### Angiografia fluoresceinowa
Angiografia fluoresceinowa jest odmianą angiografii opartą na zjawisku fluorescencji. Jest to metoda szczególnie przydatna w różnicowaniu z naczyniakiem i krwotokiem podsiatkówkowym lub naczyniówkowym. Typowo czerniak jest widoczny jako cętkowany obszar z hiperfluorescencją w fazie naczyniowej i rozlane wybarwienie masy guza i płynu pod siatkówką w późniejszej fazie badania. Możliwy jest przeciek barwnika. Duże guzy po penetracji błony Brucha mogą wykazywać podwójne unaczynienie z naczyniówki i siatkówki.

### Koherencyjna tomografia optyczna
Koherencyjna tomografia optyczna wykorzystuje światło, nie wymaga znieczulenia i zapewnia większą rozdzielczość niż biomikroskopia ultradźwiękowa. Badanie pozwala wykryć zgrubienie w naczyniówce, płyn pod siatkówką oraz cechy retinopatii. Badanie ułatwia różnicowanie pomiędzy zmianami łagodnymi a złośliwymi, nie umożliwia ono zróżnicowania czerniaka z innymi guzami. Wykazano, że badanie deep-range imaging w koherencyjnej tomografii optycznej (DRI-OCT) pozwala uwidocznić szczegółową budowę naczyniówki i jest pomocne w diagnostyce różnicowej znamion i małych czerniaków naczyniówki.

### Biomikroskopia ultradźwiękowa
Badanie podobnie do konwencjonalnej ultrasonografii wykorzystuje ultradźwięki. Wymaga pośrednictwa za pomocą odpowiedniego płynu, który jest podawany do elastycznego pojemnika (nasadka nagałkowa) umieszczonego pomiędzy powiekami, co z kolei wymaga znieczulenia. Jest przydatne do pomiaru grubości guza w przedniej części oka oraz oceny zmian znajdujących się poza ciałem rzęskowym.

### Cytologia impresyjna
Badanie polega na dociśnięciu specjalnego filtra z nitrocelulozy lub sterylnej płytki szklanej do powierzchni spojówki i następnie delikatnym potarciu. Starty materiał tkankowy jest oceniany w badaniu cytologicznym. Przydatność badania wynika z wędrówki atypowych melanocytów podobnych do prawidłowych dojrzałych melanocytów do powierzchni w przeciwieństwie do zmian łagodnych. Jednak badanie ma mocno ograniczone zastosowanie do nielicznych korzystnych do badania lokalizacji nowotworów okolicy spojówkowej. Podobną metodą jest cytologia złuszczająca.

### Biopsja cienkoigłowa
Biopsja cienkoigłowa jest rzadko wykonywana. Może być przydatna w przypadku guzów w naczyniówce w sytuacji nierozstrzygających wyników innych badań. 

### Tomografia komputerowa i rezonans magnetyczny
Tomografia komputerowa (TK) i rezonans magnetyczny (MRI) mogą być przydatne do oceny rozprzestrzeniania się pozagałkowego guza.

## Leczenie

### Leczenie choroby zlokalizowanej

#### Enukleacja
Enukleacja jest operacją polegającą na usunięciu gałki ocznej bez usunięcia pozostałych struktur oczodołu.
Jest podstawową metodą leczenia w przypadku zaawansowanej choroby powodującej ślepotę zajętego oka, szczególnie guzów okolicy tarczy nerwu wzrokowego, guzów powodujących znaczne nasilone krwawienie i odwarstwienie siatkówki. Jeśli istnieje szansa na zachowanie wzroku w chorym oku, podejmuje się leczenie bardziej zachowawcze. Enukleacja nie wykazuje przewagi nad leczeniem zachowującym gałkę oczną pod względem przeżycia całkowitego chorych. W badaniu klinicznym COMS enukleacja w porównaniu z brachyterapią radioaktywnym jodem nie wykazała różnicy w osiągniętych odsetkach pięcioletnich przeżyć całkowitych specyficznych dla choroby.

#### Resekcja zmiany
Resekcja zmiany jest alternatywą dla enukleacji umożliwiającą zachowanie oka. Warunkiem operacji jest odpowiednia lokalizacja guza, która umożliwia zachowanie funkcji oka po zabiegu. W celu uniknięcia rozsiewu lub nawrotu zwykle po zabiegu przeprowadza się uzupełniającą (adiuwantową) radioterapię. Nie ma danych oceniających śmiertelność i ryzyko nawrotu choroby nowotworowej.

#### Brachyterapia
Brachyterapia jest techniką radioterapii, w której bezpośrednio w okolicy guza umieszcza się na stałe źródła promieniowania radioaktywnego, wprowadzone w wyznaczone miejsce za pomocą aplikatora. 
Wykorzystuje się różne izotopy promieniotwórcze, różniące się okresem połowiczego rozpadu i penetracją do tkanek. Wykorzystuje się głównie 106Ru emitujący promieniowanie beta i 125I emitujący głównie promieniowanie gamma. Izotopy 106Ru i 125I wykazują podobne wskaźniki lokalnej kontroli guza, choć leczeni 106Ru wykazują wyższe ryzyko nawrotu choroby.
Badanie COMS wykazało brak przewagi okaleczającej enukleacji nad brachyterapią. W badaniu klinicznym na 458 chorych leczonych radioaktywnym 106Ru stwierdzono niski wskaźnik nawrotów wynoszący 1% po roku, 2% po 5 latach i 3% po 7 latach. Kluczowe dla wyników terapii jest precyzyjne umieszczenie płytki z izotopem.

#### Przezźrenicza termoterapia
Przezźrenicza termoterapia jest metodą wykorzystującą laser emitujący promieniowanie podczerwone, powoduje to martwicę napromieniowanego guza. Jest to metoda pomocnicza dla brachyterapii. Badania kliniczne wykazały, że samodzielnej przezźreniczej termoterapii towarzyszy wysokie ryzyko nawrotu wynoszące 10% po 3 latach i 30% po 10 latach, które jest wyższe niż po brachyterapii.
Retrospektywne badanie porównawcze wykazuje na korzyści płynące z połączenia brachyterapii i przezźreniczej termoterapii. Połączenie obu metod dawało lepszą kontrolę lokalną choroby i lepsze przeżycie wolne od nawrotu choroby (RFS).

#### Terapia fotodynamiczna
Terapia fotodynamiczna polega na dożylnym podaniu środka fotouczulającego reagującego na określoną długość fali, a następnie chorobowo zmienione miejsce zostaje eksponowane na działanie źródła światła o odpowiedniej długości, przez co związek chemiczny generuje wolne rodniki i reaktywne formy tlenu, które powstają wyłącznie w miejscu działania źródła fali. Pozwala to na wybiórcze działanie chemioterapii bez ogólnoustrojowych działań niepożądanych.
Werteporfina jest fotouczulaczem działającym głównie przez zamknięcie naczyń doprowadzających krew do guza, również poprzez bezpośrednią cytotoksyczność i aktywację układu odpornościowego. Małe badanie kliniczne wykazało, że lek może wywołać regresję guza. W innym badaniu wykazano, że werteporfina może być przydatna w leczeniu II rzutu jako leczenie ratujące przed enukleacją.

### Leczenie choroby uogólnionej

#### Chemioterapia
Klasyczna chemioterapia jest zarezerwowana dla chorych z przerzutami czerniaka. Jest to standardowe leczenie zaawansowanego czerniaka gałki ocznej z przerzutami do wątroby lub innych lokalizacji. Stosuje się programy lecznicze podobne do chemioterapii czerniaka skóry, pomimo braku odpowiednich badań dla tego podtypu czerniaka.
Nie ma wypracowanego standardu leczenia chorych na czerniaka narządu wzroku. Nie wykazano wyższości żadnego programu leczniczego stosowanego w leczeniu czerniaka skóry. W leczeniu są stosowane: dakarbazyna, temozolomid z lub bez INF-alfa, fotemustyna, karboplatyna w połączeniu z dakarbazyną z IFN-alfa i IL-2. Odsetek odpowiedzi obiektywnych jest stosunkowo niewielki.
Dakarbazyna i temozolomid są przyjmowane za standardowe leczenie czerniaka naczyniówki.

#### Terapie celowane
Inhibitory MEK
Białka MEK (MEK1 i MEK2) wchodzą w skład szlaku MAPK/ERK. Aktywowane BRAF fosforyluje białka MEK1 i MEK2, które aktywują kinazy MAP. Szlak MAP wpływa na zwiększenie przeżywalności komórek nowotworowych w wielu chorobach rozrostowych. Mutacje BRAF są częste w czerniaku skóry, jednak są rzadkie w czerniaku narządu wzroku.
Do inhibitorów MEK zalicza się trametinib i selumetinib. Badania kliniczne wskazują na skuteczność trametinibu w leczeniu czerniaka naczyniówki.
Inhibitory c-KIT
Gen c-KIT jest protoonkogenem i koduje receptor kinazy tyrozynowej, która aktywuje wiele szlaków metabolicznych wpływając na proliferację, różnicowanie i apoptozę. Mutacja jest stosunkowo częsta w czerniaku naczyniówki, może dotyczyć 50% guzów pierwotnych i 75% nowotworów przerzutowych. Mimo to prawdopodobnie mutacja nie jest krytyczna dla transformacji nowotworowej tego typu czerniaka.
Inhibitorem c-KIT jest imatynib. Jednak badania nie potwierdzają jego skuteczności klinicznej w leczeniu zaawansowanego czerniaka naczyniówki, mimo że in vitro wykazuje pewną skuteczność.
Przeciwciała anty-CTLA-4
CTLA-4 jest białkiem hamującym funkcję limfocytów T za pomocą różnych mechanizmów w celu regulacji odpowiedzi immunologicznej. W mikrośrodowisku guza CTLA-4 tłumi aktywność przeciwnowotworową układu immunologicznego. Zablokowanie tego mechanizmu może przywrócić prawidłową reakcję immunologiczną na obecność nowotworu. Ipilimumab jest przeciwciałem blokującym CTLA-4 stosowanym w leczeniu przerzutowego czerniaka skóry. Jednak w badaniu klinicznym nie stwierdzono, by wywoływał znaczącą odpowiedź obiektywną u chorych na czerniaka naczyniówki.
IL-2
Interleukina jest cytokiną stosowaną w leczeniu przerzutowego czerniaka skóry. Do tej pory nie przeprowadzono dużych badań oceniających skuteczność w leczeniu czerniaka narządu wzroku.
Inhibitory PD-1
Inhibitory PD-1 są stosowane w leczeniu zaawansowanego czerniaka skóry i wykazują znaczną skuteczność terapeutyczną. Obecnie nie określono skuteczności w tej odmianie czerniaka.

## Klasyfikacja ICD10
| kod ICD10     | nazwa choroby                                                                       |
| ------------- | ----------------------------------------------------------------------------------- |
| ICD-10: C69   | Nowotwór złośliwy oka i przydatków oka                                              |
| ICD-10: C69.0 | Spojówka                                                                            |
| ICD-10: C69.1 | Rogówka                                                                             |
| ICD-10: C69.2 | Siatkówka                                                                           |
| ICD-10: C69.3 | Naczyniówka                                                                         |
| ICD-10: C69.4 | Ciało rzęskowe                                                                      |
| ICD-10: C69.5 | Gruczoł i drogi łzowe                                                               |
| ICD-10: C69.6 | Oczodół                                                                             |
| ICD-10: C69.8 | Zmiana przekraczająca granice jednego umiejscowienia w obrębie oka i przydatków oka |
| ICD-10: C69.9 | Oko, umiejscowienie nieokreślone                                                    |